# Cronache della famiglia Wapshot
Cronache della famiglia Wapshot (The Wapshot Chronicle) è il romanzo d'esordio di John Cheever, pubblicato nel 1957 e avente come protagonisti i membri di una eccentrica famiglia di un piccolo villaggio di pescatori del Massachusetts.

## Storia editoriale
Il romanzo ha vinto il premio U.S. National Book Award per la narrativa nel 1958.
In italiano, il libro ha avuto vicende editoriali controverse: è stato pubblicato con tre titoli, di cui solo l'ultimo riproduce l'originale The Wapshot Chronicle Oltre che in italiano, il romanzo è stato tradotto in spagnolo, sloveno, francese, tedesco.
Cronache della famiglia Wapshot ha un seguito nel romanzo Lo scandalo Wapshot, pubblicato nel 1964

## Trama
Cronache della famiglia Wapshot è la storia dai toni a volte unmoristici di Leander Wapshot, della sua eccentrica Zia Honora (cugina Honora nella traduzione italiana edita da Feltrinelli) e dei suoi figli, Moses e Coverly, e del loro modo di affrontare la vita. La storia ha dei tratti autobiografici, in particolare nel personaggio di Coverly, che è tormentato, come Cheever, da dubbi di bisessualità.

## Edizioni in italiano
- John Cheever, Amore e la vita: traduzione di Marcella Hannau, Longanesi, Milano 1958
- John Cheever; Gli Wapshot, a cura di Leonardo Giovanni Luccone, Fandango libri, Roma 2004
- John Cheever; Cronache della famiglia Wapshot, a cura di Leonardo Giovanni Luccone; traduzione di Vanni de Simone, Feltrinelli, Milano 2012 ISBN 978-88-07-72359-9
- John Cheever; Cronache della famiglia Wapshot, a cura di Leonardo Giovanni Luccone; traduzione di Vanni de Simone, Feltrinelli, Milano 2013 ISBN 978-88-07-88183-1